# Città di Gela
L'Associazione Sportiva Dilettantistica Città di Gela meglio nota come Gela, è una società calcistica italiana con sede nella città di Gela, in provincia di Caltanissetta. Milita in Serie D, la quarta serie del campionato italiano. 
Fu fondata nell'estate del 1994 con il nome di Unione Sportiva Juveterranova Gela in seguito alla fusione dei due precedenti club della città, la Juventina e il Terranova. Ha inanellato 15 partecipazioni consecutive ai campionati professionistici.
Nel suo palmarès annovera la vittoria di un Campionato Nazionale Dilettanti, uno di Eccellenza due di Prima Categoria e una Coppa Sicilia.
Il Gela figura essere la seconda squadra della provincia di Caltanissetta ad aver disputato almeno un campionato nel terzo livello calcistico italiano, nella stagione 2005-2006 in Serie C1, dove ha raggiunto la miglior posizione mai ottenuta (9º posto), e nella stagione 2010-2011 in Lega Pro Prima Divisione. Avendo preso parte a 15 campionati professionistici (2 di Serie C1/Lega Pro Prima Divisione e 13 di Serie C2/Lega Pro Seconda Divisione) il club gelese si piazza al 18º posto, nella classifica complessiva delle società siciliane con il maggior numero di presenze nelle leghe professionistiche.

## Storia

### Anni 1990
Stagione 1994-1995
Juventina Gela e Terranova, entrambe con alle spalle una sola esperienza in Serie C2 (stagione 1979-1980 per il Terranova, stagione 1988-1989 per la Juventina), complice la presidenza della famiglia Alabiso in entrambe le società, rispettivamente del cavalier Emanuele Alabiso (presidente dei giallorossi) e del figlio di Emanuele, il dottor Giuseppe Alabiso (per i rosanero), diedero vita nel 1994 ad un sodalizio, mediante il meccanismo della fusione con il nome Unione Sportiva Juveterranova Gela, che in due stagioni raggiunse la Serie C2 rimanendoci per nove campionati consecutivi fino alla stagione 2004-2005, anno della prima promozione in Serie C1.

### Anni 2000
Nel 2000 si decise di dare più lustro alla città mettendo in risalto il nome Gela, seppur conservando la vecchia denominazione nella sigla J.T., passando così da U.S. Juveterranova Gela a Gela J.T. A partire dalla stagione 2002-2003, a causa di sponsorizzazioni comunali, si decise di cambiare i colori della squadra in favore dei colori della città. Dopo aver rischiato il fallimento nell'estate del 2005, al termine della stagione 2005-2006 la società fallì dopo aver conquistato sul campo la salvezza in Serie C1.
Con l'adesione al Lodo Petrucci il Gela rimase fra i professionisti nella stagione 2006-2007 anche se in Serie C2, mediante la fondazione della società sportiva Gela Calcio S.p.A. presieduta da Angelo Tuccio. In seguito il Gela partecipò per due stagioni consecutive ai play-off, senza riuscire mai a vincerli. Al termine della stagione 2009-2010, il Gela conquistò comunque la promozione in Prima Divisione: il fallimento di numerose società portò a numerosi ripescaggi, compreso quello dei biancoazzurri.

### Anni 2010

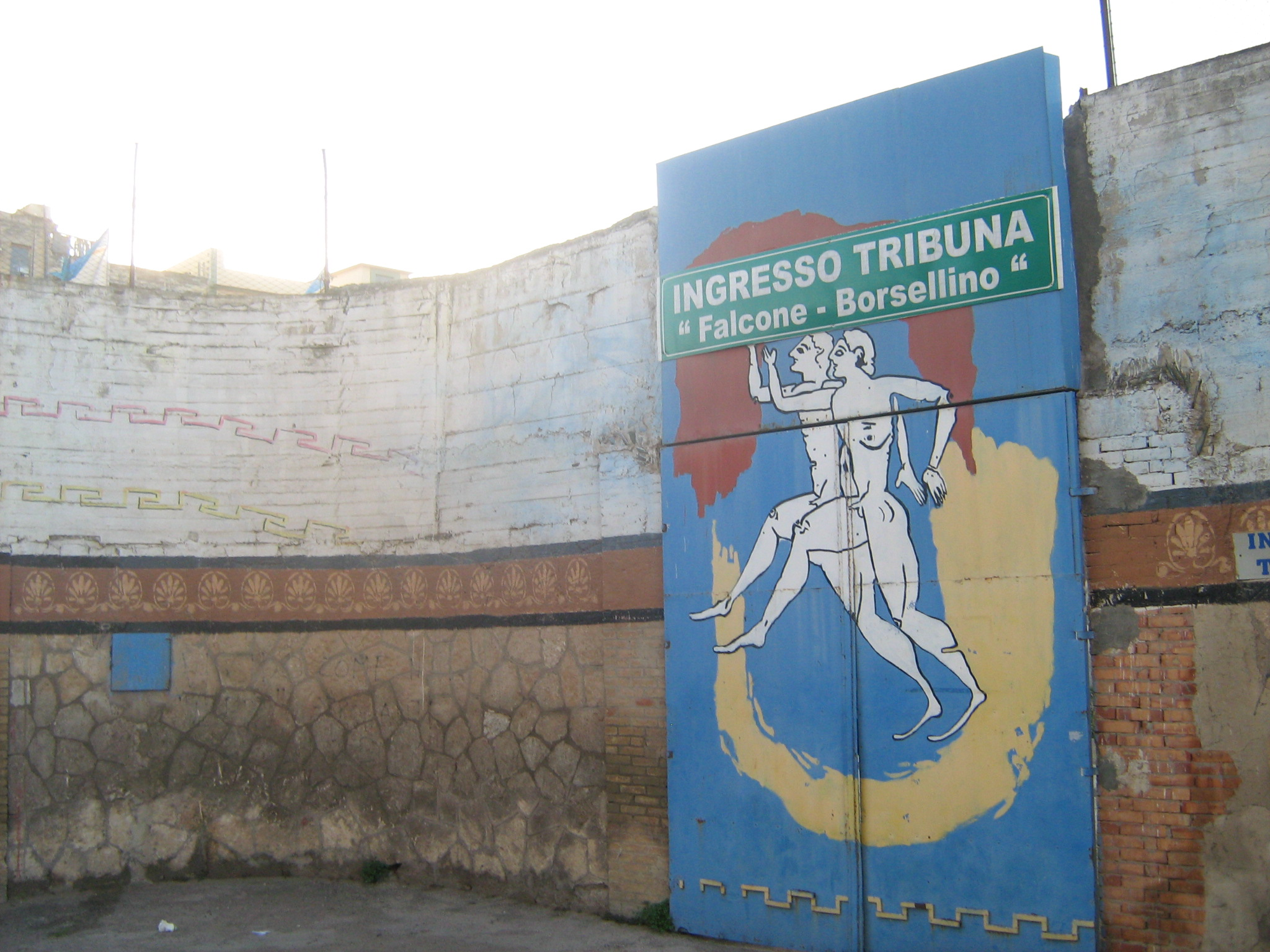
Uno degli ingressi dello Stadio Vincenzo Presti, dove i biancoazzurri disputano le gare casalinghe.

Il 22 gennaio 2011 sono annunciate le dimissioni del presidente Tuccio e dell'allenatore Provenza e i giocatori sono stati lasciati liberi di scegliere un'altra destinazione; in un comunicato successivo, il massimo dirigente specificò di aver consegnato la società al sindaco per cedere il pacchetto azionario.
Il 30 giugno 2011 la società presentò un'iscrizione al campionato di Lega Pro Prima Divisione 2011-2012 che fu giudicata incompleta dalle autorità calcistiche, mettendo a rischio la permanenza nel calcio professionistico. A metà luglio 2011, il presidente Angelo Tuccio non trovò i 287000 € necessari per pagare Iva e Irap e la società fu esclusa dai campionati professionistici, con la prospettiva di non potersi iscrivere nemmeno in Serie D, militando nel girone A ragusano di Terza Categoria.
Il 27 settembre 2012 fu accolta la domanda di ripescaggio della società che fu inserita nel girone I siciliano di Seconda Categoria. Il 23 febbraio 2014 con 4 giornate d'anticipo dalla fine vinse il girone H del campionato di Prima Categoria, vincendo inoltre nella stessa stagione la Coppa Disciplina e la Coppa Sicilia. Il 7 settembre 2014 prese parte al girone D del campionato di Promozione Sicilia 2014-2015. Il 3 maggio 2015 vinse la finale play-off contro il Troina per 1-0 accedendo così, al campionato d'Eccellenza.
Alla fine della stagione passata la società cambiò guida tecnica e sostituì il coach mazzarese Brucculeri, per il neo-allenatore Simone Pardo, ex centrocampista biancoazzurro nativo di Gela. La dura sconfitta inflitta dai sancataldesi nella quarta giornata di campionato (4-0), fa ritornare sui suoi passi il club gelese, che richiama nuovamente in panchina Brucculeri. Il 17 aprile 2016, il Gela Calcio espugna il Presti vincendo 4-0 contro il Cus Palermo e conquistando così, la promozione in Serie D.
Il 5 luglio 2016 viene ufficializzata la scissione della sezione calcistica del Gela Calcio S.r.l. da quella dedita al futsal maschile. Quest'ultima mantiene nome e matricola, la sezione calcistica acquisisce una nuova matricola assumendo la denominazione di S.S.D. Città di Gela a r.l.
Dopo alcune vicissitudini avute con l'amministrazione comunale di Gela legate alla questione dello stadio Vincenzo Presti, il 29 luglio successivo, tramite un comunicato stampa la società annuncia ufficialmente le dimissioni del presidente Angelo Tuccio, in carica dal 2006. Successivamente il club biancoazzurro venne affidato al nipote Francesco Tuccio.

### Anni 2020
Stagione 2020-2021
Confermato il coach Mirko Fausciana per la nuova stagione, il Gela beneficia del ripescaggio e affronta il campionato di Prima Categoria. La nuova stagione iniziò tra le incertezze sullo svolgimento delle competizioni calcistiche, lese dalla pandemia di COVID-19. Ciononostante, si decise inizialmente la disputa delle competizioni. 
Il Gela partì bene e vinse il primo match contro il Branciforti (5-0), tuttavia, dopo il turno di riposo nella seconda giornata, il terzo turno contro l'Agira venne rinviato due volte. Dopo il match vinto 4-3 contro il Sant'Anna, la Lega Nazionale Dilettanti sospese tutte le competizioni regionali sino al 24 novembre 2020, salvo poi confermare lo stop definitivo di quest'ultime, il 23 marzo 2021.
Stagione 2022-2023
In seguito alla conquista del campionato di Prima Categoria nella stagione 2021-2022, il Gela si appresta ad affrontare il campionato di Promozione; la società conferma nuovamente Mirko Fausciana al timone della squadra (alla sua quarta stagione). I biancoazzurri partono bene e dopo alcuni pareggi nelle prime giornate (1-1 con Pro Ragusa e Atletico Catania 1994), inanellano una serie di sette vittorie consecutive (dalla 4ª alla 10ª giornata), che servono a mantenere saldamente il primato sino alla fine del girone di andata.
Dopo 15 risultati utili consecutivi, il Gela viene fermato dall'Atletico Catania 1994 (1-0) e dal Priolo Gargallo (3-2), segnando le prime due sconfitte del campionato per i biancoazzurri. Tali insuccessi, permettono al Misterbianco 2011 di effettuare il sorpasso in classifica, conquistando il primato (che manterrà sino al termine del campionato) che sino ad allora era stato occupato dai biancoazzurri. Tuttavia, i gelesi cercano di riagganciare il primo posto mantenendo comunque il passo della capolista.
La 25ª giornata è segnata dallo scontro diretto tra Gela (51 punti) e Misterbianco 2011 (58 punti), che si contendono il primato insieme all'Atletico Catania 1994 (56 punti). Il match, tuttavia, termina sul risultato di 2-0 in favore del Misterbianco 2011, sfumando definitivamente la possibilità di poter riagganciare il primato. Il Gela termina il campionato 3º in classifica avendo conquistato 54 punti, 16 vittorie, 6 pareggi e 4 sconfitte.
Ciononostante, il terzo posto permette al Gela di potersi giocare i play-off, per ottenere la promozione. Dopo aver vinto la semifinale contro il Vittoria 2-1, i biancoazzurri si fermano sul risultato di 0-0, nella finale disputata contro l'Atletico Catania 1994, che accede al salto di categoria, grazie al miglior piazzamento ottenuto rispetto ai gelesi (2º in classifica con 59 punti). Tuttavia, Il 9 agosto 2023, viene ufficializzato il ripescaggio del Gela nel campionato di Eccellenza.
Il cammino del Gela in Coppa Italia Promozione inizia il 28 agosto 2023, contro il Pro Ragusa, che viene eliminato nel doppio confronto contro i gelesi (match di andata Pro Ragusa - Gela 2-0; match di ritorno Gela - Pro Ragusa 4-0). Nel turno successivo (sedicesimi di finale), i biancoazzurri incontrano i rivali del Vittoria e ottengono un pareggio casalingo nella gara di andata (1-1). Tuttavia, nella gara di ritorno gli ipparini prevalgono sul Gela, vincendo il match sul risultato di 1-0.
Stagione 2023-2024
Il 21 giugno 2023, viene resa nota l'unione tra i club Nuova Città di Gela F.C. (militante nel campionato di Eccellenza) e la Società Calcistica Gela (militante nel campionato di Promozione), dando vita all'Associazione Sportiva Dilettantistica Città di Gela; La squadra, condotta da Mirko Fausciana alla sua quinta panchina consecutiva, prende parte al campionato di Eccellenza 2023-2024 (girone B). Nelle prime 10 giornate, il club gelese milita nelle parti alte della classifica (4º posizione), vincendo scontri importanti contro Paternò (2-0) e Milazzo (2-0) e ottenendo un pareggio casalingo contro la capolista (Enna, 1-1). Il Gela chiude il girone di andata con 7 vittorie, 4 pareggi e 4 sconfitte, mantenendo saldamente il quarto posto.
Il girone di ritorno inizia con una pesante sconfitta inflitta in casa dal Paternò, per 7-1. Nonostante la disfatta, le seguenti vittorie con Real Siracusa Belvedere (3-0) e Misterbianco 2011 (3-0), fanno ben sperare in una ripresa repentina dei biancoazzurri. Tuttavia, i risultati successivi, fanno perdere drasticamente terreno alla squadra che colleziona 4 sconfitte (di cui 3 consecutive) e 4 pareggi, ottenendo una sola vittoria (contro il Leonzio 5-0) dopo 8 partite.
Il 4 marzo 2024, il presidente (dal 2019) Maurizio Melfa rassegna le dimissioni, reduce di alcuni dissensi con la tifoseria colpevole di non aver rinforzato, secondo quest'ultimi, la squadra adeguatamente. In seguito al pareggio contro il Messana 1966, l'11 marzo 2024, Mirko Fausciana si dimette dalla carica di allenatore e al suo posto subentra Andrea Pensabene (che aveva già allenato i gelesi nella stagione 2005-2006). Il nuovo coach esordisce con una sconfitta inflitta dal Mazzarrone (1-0), durante la 26ª giornata di campionato. Dopo 30 giornate il Gela chiude il campionato in sesta posizione (12 vittorie, 8 pareggi e 10 sconfitte), mancando tuttavia, per soli due punti, la possibilità di potersi giocare i play-off per la promozione. In seguito alla sentenza emessa il 28 maggio 2024 per il caso Pietro Bellomo, alla società vengono inflitti inizialmente 9 punti di penalizzazione relativi alla stagione 2023-2024, commutati successivamente in 11 punti da scontare nella stagione 2024-2025; tuttavia, la sentenza finale venne confermata senza la penalizzazione dei punti in classifica.
In seguito alla vittoria nella gara di andata contro il Mazzarrone 4-1, valevole per la Coppa Italia regionale, il Gela viene escluso ufficialmente dalla competizione, colpevole di aver schierato il calciatore Rosario Tuvé, reduce da una doppia squalifica (della stagione precedente), che doveva essere scontata proprio nella gara di andata contro i mazzarronesi.
Il 23 maggio 2024, tramite un accordo consensuale, viene comunicato ufficialmente il passaggio di maggioranza delle quote societarie, agli imprenditori Marco Scerra (che assume la carica di presidente), Luigi Alabiso e Massimo Ognisanto.
Stagione 2024-2025
Per la stagione 2024-2025, il Gela si appresta alla sua terza stagione nel campionato regionale di Eccellenza nel girone A; in panchina venne riconfermato Andrea Pensabene (affiancato dal vice allenatore Maurizio Nassi). Il lento avvio dei biancoazzurri nelle battute iniziali della stagione, portano all'esonero immediato di Andrea Pensabene dopo sole tre giornate (complice anche l'uscita dalla Coppa regionale al primo turno); al suo posto subentra l'allenatore Gaspare Cacciola.
Con il cambio di guardia la squadra ottenne buoni risultati nelle prime 10 giornate, vincendo 4 partite e pareggiandone solo 2, tra cui una, con la capolista Athletic Club Palermo (1-1); si registra solamente una sconfitta con il San Giorgio Piana 2-0. La squadra di Cacciola chiuse il girone di andata alla spalle della capolista con 33 punti (10 vittorie, 3 pareggi e 2 sconfitte). 
Nel girone di ritorno, i biancoazzurri riescono a tenere il passo dell'Athletic Club Palermo, mantenendo una distanza di soli 4 punti dal primato (arrivando a -1 per due giornate consecutive), non riuscendo tuttavia, ad effettuare il sorpasso definitivo. La squadra concluse la stagione al secondo posto con 71 punti, 22 vittorie, 5 pareggi e 3 sconfitte; con 18 gol complessivi, l'attaccante Salvatore Cocimano vinse la classifica marcatori del girone A, venendo premiato anche come miglior calciatore nelle categorie di appartenenza. 
Al termine della regular season, il Gela accede in modo diretto alla fase nazionale dei play-off, in virtù del distacco di 15 punti con la terza in classifica. Superato il Venafro in semifinale, i biancazzurri conquistano la promozione nel campionato di Serie D, grazie alla vittoria ottenuta contro il Canosa in finale, dopo aver ribaltato il risultato di andata vinto dai Grifoni (2-0), siglando 3 reti negli ultimi 15 minuti nel match di ritorno.
Il 23 giugno 2025, tramite un comunicato ufficiale, il club rende note le dimissioni del presidente Marco Scerra.

## Colori e simboli

### Colori
Nel 1994, con la fusione fra le due società del golfo, Terranova (antico nome della città di Gela i cui colori erano il giallo ed il rosso) e Juventina (con colori rosa e nero), fu sperimentata una maglia che inglobasse gli abbinamenti cromatici dei due sodalizi; l'esperimento fu inefficace e la nuova società decise di mediare per una situazione oggettiva adottando dei nuovi colori, anche in virtù della rivalità che vigeva fra i tifosi delle due precedenti realtà. Si optò per il bianco e l'azzurro, in ricordo delle origini greche della città.
A partire dal nuovo millennio, a causa del contributo comunale, la società riprese i colori del Terranova incappando nel disaccordo degli ultras gelesi, ormai legati al bianco-azzurro. Altro elemento da non trascurare era la rivendicazione degli stessi del titolo sportivo della Juventina, dato che al momento della fusione fu ripescata in Serie D mentre il Terranova conquistò la permanenza in Promozione solo dopo aver prevalso nello spareggio salvezza e ciò fu fonte di diverse tensioni interne.
Nel 2006, con l'arrivo alla presidenza di Angelo Tuccio, fu ripristinato l'accostamento biancoazzurro.
| 1994-2000 Juveterranova Gela | 2002-2003 Gela J.T. | 2004-2005 Gela J.T. | 2005-2006 | 2009-2010 Gela Calcio | 2010-2011 Gela Calcio | 2011-2012 Gela Calcio | 2015-2016 Gela Calcio | 2016-2017 Città di Gela |

### Simboli ufficiali

#### Stemma
Lo stemma utilizzato da Terranova, Juventina e Juveterranova era formato da un'aquila con i colori sociali delle rispettive società come sfondo. Dal 2002 al 2006, causa sponsor, è stato usato l'emblema cittadino come stemma. Dal 2006 con la gestione Tuccio il simbolo scelto per affiancare i colori biancoazzurri è il delfino.

#### Inno
Come inno ufficiale della squadra, dal 2006 viene utilizzato il brano Musica... fantasia suonata dalla formazione musicale italo-svizzera Rondò Veneziano.

#### Mascotte
Il 9 marzo 2008, in occasione del match casalingo contro il Real Marcianise, fu presentata la mascotte ufficiale della squadra, raffigurata da un delfino di colore blu scuro, con indosso la divisa ufficiale del club.

## Strutture

### Stadio
Dal 1994 il Gela disputa le partite casalinghe allo stadio Vincenzo Presti. L'impianto venne costruito circa agli inizi degli anni cinquanta ed ospitò dapprima il Terranova Gela e successivamente (dal 1975), la Juventina Gela. Il complesso è dotato di 4 200 posti a sedere e si estende in un manto verde di 105 m² x 68 m², con il terreno da gioco munito di erba sintetica. La struttura è situata nella contrada di via Giardinelli, da cui prendeva il nome inizialmente la stessa.
Lo stadio venne successivamente ribattezzato in onore dell'atleta gelese Vincenzo Presti, specializzato nella disciplina del mezzofondo ed attivo nel panorama sportivo siciliano durante gli anni trenta. Nella parte nord della struttura sorge la curva Angelo Boscaglia, mentre la tribuna casalinga e riversata ad ovest del complesso; quest'ultima era munita di una tettoia che è stata rimossa nel 2019 in quanto considerata pericolante. Il settore ospiti è posto di fronte alla tribuna.

### Centro di allenamento
La sede degli allenamenti è lo stadio Vincenzo Presti.

## Società
La sede del club è ubicata in Corso Vittorio Emanuele, 455 a Gela.
| Anni      | Denominazione           |
| --------- | ----------------------- |
| 1994-2000 | Juveterranova Gela      |
| 2000-2006 | Gela J.T.               |
| 2006-2016 | Gela Calcio             |
| 2016-2019 | Città di Gela           |
| 2019-2023 | Società Calcistica Gela |
| 2023-     | Città di Gela           |

### Sponsor
Di seguito l'elenco dei fornitori tecnici e degli sponsor ufficiali.
- 1994-1996 Legea/Umbro/Devis Sport
- 1996-1998 Legea
- 1998-1999 Royal
- 1999-2000 Royal/Torello
- 2000-2001 Royal
- 2001-2003 Legea
- 2003-2004 Hummel
- 2004-2005 Sport Point/Ambro
- 2005-2006 Sport Point/Onze
- 2006-2007 Onze
- 2007-2012 Legea
- 2012-2013 Givova
- 2013-2015 Legea
- 2015-2016 Legea/Joma
- 2016-2018 Joma
- 2018-2019 Givova
- 2019-2022 Joma
- 2022-2023 Givova
- 2023-2024 Joma
- 2024- Ambro/Joma

- 1994-1995 Moak
- 1995-1996 non presente
- 1996-1997 Moak/Città di Gela
- 1997-2000 Gela Città Greca
- 2000-2001 Royal
- 2001-2002 Legea
- 2002-2003 Città di Gela/Legea
- 2003-2004 Città di Gela/Fortè
- 2004-2007 Città di Gela
- 2007-2011 Città di Gela/Eurotec
- 2011-2012 non presente
- 2012-2016 Eurotec
- 2016-2017 Lucauto/GB Oil/Imer
- 2017-2018 F.A.I.C. Industry/Lore Caffè/Sital Impianti
- 2018-2019 non presente
- 2019-2021 Melfa's
- 2021- Albert Engineering/Melfa's

### Settore giovanile
Il settore giovanile del Gela Calcio nasce nel 2014, in seguito all'accordo stretto tra la società biancoazzurra è la Giovanile Gela Associazione Sportiva Dilettantistica, quest'ultima affiliata alla FIGC e operante nel settore calcistico per la crescita dei giovani, nel territorio gelese.
Il vivaio è strutturato dalle squadre che vengono suddivise per un'età compresa dai 5 ai 18 anni, la scuola calcio comprende i Piccoli Amici (dai 5 ai 7 anni), i Pulcini (dagli 8 ai 10 anni) e gli Esordienti (Dagli 11 ai 12 anni), mentre il settore giovanile è formato dai Giovanissimi (dai 13 ai 14 anni), dagli Allievi (dai 15 ai 16 anni) ed infine dalla Juniores (dai 17 ai 18 anni).
In ambito regionale la Juniores ha conquistato in tre occasioni la fase regionale, nella stagione 2016-2017, 2017-2018 e 2021-2022; in quest'ultima, ha raggiunto per la prima volta nella sua storia i quarti di finale, nella la fase nazionale.

## Allenatori e presidenti
Dal 1994 il club biancoazzurro ha incaricato 31 allenatori alla guida tecnica della squadra, mentre sono stati 14, i presidenti che hanno ricoperto la loro carica. Giuseppe Misiti risulta essere il coach più vincente della storia biancoazzurra, con la vittoria del campionato di Prima Categoria e della Coppa Sicilia nella stagione 2013-2014, mentre l'imprenditore Angelo Tuccio, ha diretto il club gelese dal 2006 al 2016, risultando essere il presidente più longevo di sempre, inoltre, sotto l'era Tuccio la squadra ha conquistato due campionati e una coppa regionale, rendendo quest'ultimo il patron più vincente della storia del club.
- 1994-1998  Alfonso Ammirata[122]
- 1998-1999  Rosario Foti[123]
- 1999-2000  Alfonso Ammirata
- 2000-2001  Giuseppe Galluzzo (1ª-7ª)[124][125]
 Ubaldo Righetti (8ª-34ª)[126][127]
- 2001-2002  Pietro Ruisi (1ª-3ª)
 Gianluigi Di Mauro (4ª-5ª)[128]
 Santino Nuccio (6ª-34ª)[129]
- 2002-2003  Pietro Ruisi[130]
- 2003-2004  Rosario Picone (1ª-9ª)
 Guido Ugolotti (10ª-34ª)[131]
- 2004-2005  Manuele Domenicali[132]
- 2005-2006  Gianluigi Di Mauro (1ª)
 Andrea Pensabene (2ª-27ª)
 Pasquale Casale (28ª-34ª)[133]
- 2006-2007  Orazio Sorbello (1ª-24ª)[134]
 Tommaso Napoli (25ª)
 Stefano Sanderra (26ª-34ª e play-off)[135]
- 2007-2008  Giuseppe Irrera (1ª-6ª)[136]
 Gianluigi Di Mauro (7ª)
 Stefano Sanderra (8ª-34ª)[137]
- 2008-2009  Vincenzo Cosco[138]
- 2009-2010  Nicola Provenza[139]
- 2010-2011  Nicola Provenza (1ª-20ª)
 Gianluigi Di Mauro (21ª)
 Alfonso Ammirata (22ª-34ª)[140]
- 2011-2012  Roberto Zuppardo[141]
- 2012-2013  Dino Lancianese (1ª-11ª)
 Giuseppe Misiti (12ª-22ª)
- 2013-2014  Giuseppe Misiti
- 2014-2015  Lirio Torregrossa (1ª-5ª)[142]
 Salvatore Brucculeri (6ª-30ª e play-off)[143]
- 2015-2016  Simone Pardo (1ª-4ª)[144][145]
 Salvatore Brucculeri (5ª-30ª)[146]
- 2016-2017  Salvatore Brucculeri (lug.-ago.)[147]
 Pietro Infantino (1ª-34ª e play-off)[148]
- 2017-2018  Giuseppe Romano (1ª-15ª)[149][150]
 Nicola Terranova (16ª-34ª)[151]
- 2018-2019  Karel Zeman (1ª-13ª)[152][153]
 Mirko Fausciana (14ª)[154]
 Salvatore Brucculeri (15ª-34ª)[155]
- 2019-2023  Mirko Fausciana
- 2023-2024  Mirko Fausciana (1ª-25ª)
 Andrea Pensabene (26ª-30ª)
- 2024-2025  Andrea Pensabene (1ª-3ª)
 Gaspare Cacciola (4ª-30ª e play-off)
- 2025-2026  Gaspare Cacciola (1ª-)

- 1994-1996  Emanuele Perna
- 1996-1999  Fabrizio Lisciandra[156][157]
- 1999-2000  Giovanni Peretti e  Arturo Carrabino
- 2000-2002  Francesco Manfrè[158]
- 2002-2004  Emanuele Fraglica[159]
- 2004-2005  Massimo Romano e  Giuseppe Cammarata[160]
- 2005-2006  Giuseppe Morinello (ago.-dic.)[161]
 Arturo Carrabino[162]
- 2006-2016  Angelo Tuccio
- 2016-2017  Francesco Tuccio[163]
- 2017-2019  Angelo Mendola[164]
- 2019-2024  Maurizio Melfa
- 2024-2025  Marco Scerra
- 2025-oggi  Toti Vittoria

## Calciatori

Nella foto Angelo Consagra, capitano della Juveterranova Gela per due stagioni.

### Capitani
- Marco Comandatore (1994-1995)
- Giuseppe Romano (1995-1997)
- Angelo Consagra (1997-1999)
- Nunzio Dario Di Dio (1999-2002)
- Marco Comandatore (2002-2003)
- Francesco Semplice (2003-2004)
- Nazzareno Scopelliti (2004-2005)
- Vincenzo Berti (2005-2006)[165]
- Marco Comandatore (2006-2007)[166]
- Vincenzo Berti (2007-2008)[167]
- Raffaele Battisti (2008-2009)
- Mariano Fernández (2009)[168]

- Rocco D'Aiello (2009-2010)
- Roberto Cardinale (2010-2011)[169][170]
- Francesco Italiano (2011)[171]
- Luca Morteo (2011-2013)[172]
- Alessandro Messana (2013-2015)[173]
- Alessandro Bonaffini (2015-2018)[174]
- Simone Brugaletta (2018)[175]
- Pietro Sicignano (2018-2019)
- Felice Mezzasalma (2019-???)
- Davide Ascia (2021-???)
- Raffaele Gambuzza (2023-)[176]

## Palmarès

### Competizioni interregionali
- Campionato Nazionale Dilettanti: 1

1995-1996 (girone I)

### Competizioni regionali
- Eccellenza: 1

2015-2016 (girone A)
- Prima Categoria: 2

2013-2014 (girone H); 2021-2022 (girone G)
- Coppa Sicilia: 1

2013-2014

### Competizioni giovanili
- Campionato Juniores Dilettanti: 3

2016-2017 (fase regionale); 2017-2018 (fase regionale); 2021-2022 (fase regionale)

### Altri piazzamenti
- Lega Pro Seconda Divisione:

Secondo posto: 2008-2009 (girone C)
- Serie C2:

Terzo posto: 2004-2005 (girone C)
- Eccellenza:

Secondo posto: 2024-2025 (girone A)
- Promozione:

Terzo posto: 2014-2015 (girone D); 2022-2023 (girone D)
- Coppa Italia Dilettanti Sicilia:

Semifinalista: 2015-2016

## Statistiche e record

### Partecipazione ai campionati
Nazionali
| Livello | Categoria                       | Partecipazioni | Debutto   | Ultima stagione | Totale |
| ------- | ------------------------------- | -------------- | --------- | --------------- | ------ |
| 3º      | Serie C1                        | 1              | 2005-2006 | 2005-2006       | 2      |
| 3º      | Lega Pro Prima Divisione        | 1              | 2010-2011 | 2010-2011       | 2      |
| 4º      | Serie C2                        | 11             | 1996-1997 | 2007-2008       | 17     |
| 4º      | Lega Pro Seconda Divisione      | 2              | 2008-2009 | 2009-2010       | 17     |
| 4º      | Serie D                         | 4              | 2016-2017 | 2025-2026       | 17     |
| 5º      | Campionato Nazionale Dilettanti | 2              | 1994-1995 | 1995-1996       | 2      |

Regionali
| Livello | Categoria         | Partecipazioni | Debutto   | Ultima stagione | Totale |
| ------- | ----------------- | -------------- | --------- | --------------- | ------ |
| I       | Eccellenza        | 3              | 2015-2016 | 2024-2025       | 3      |
| II      | Promozione        | 2              | 2014-2015 | 2022-2023       | 2      |
| III     | Prima Categoria   | 3              | 2013-2014 | 2021-2022       | 3      |
| IV      | Seconda Categoria | 2              | 2012-2013 | 2019-2020       | 2      |
| V       | Terza Categoria   | 1              | 2011-2012 | 2011-2012       | 1      |

### Partecipazioni alle coppe
| Competizione            | Partecipazioni | Debutto   | Ultima stagione | Totale |
| ----------------------- | -------------- | --------- | --------------- | ------ |
| Coppa Italia            | 1              | 2009-2010 | 2009-2010       | 1      |
| Coppa Italia Serie C    | 12             | 1996-1997 | 2007-2008       | 15     |
| Coppa Italia Lega Pro   | 3              | 2008-2009 | 2010-2011       | 15     |
| Coppa Italia Serie D    | 4              | 2016-2017 | 2025-2026       | 4      |
| Coppa Italia Dilettanti | 2              | 1994-1995 | 1995-1996       | 2      |
| Poule Scudetto          | 1              | 1995-1996 | 1995-1996       | 1      |

### Statistiche di squadra
La stagione 2013-2014, disputata in Prima Categoria, è una delle più vincenti e storiche del calcio gelese. Il Gela vince il campionato battendo ogni record nel corso delle 26 gare. Colleziona 25 vittorie, un solo pareggio (contro il Real Suttano) e nemmeno una sconfitta, totalizzando 76 punti. Inoltre mette a segno 114 reti subendone solamente 13.

### Statistiche individuali
Marco Comandatore occupa il primato di presenze con il Gela, con 324 incontri ufficiali disputati, mentre il miglior marcatore in assoluto è Maurizio Nassi con 52 reti all'attivo. Di seguito i primatisti di presenze e reti.
| Record di presenze - 324 Marco Comandatore (1994-2003; 2004-2007) - 168 Nunzio Dario Di Dio (1996-2002) - 167 Nazzareno Scopelliti (2000-2005; 2009-2011) - 157 Luigi Milazzo (1996-2003) - 154 Fabio Campanaro (2013-2018) - 153 Danilo Rufini (1994-1999) - 120 Vincenzo Berti (2004-2008) - 120 Massimo Savio (2000-2004) - 99 Flavio Chiti (1997-2001) - 99 Rocco D'Aiello (2006-2010) | Record di reti - 52 Maurizio Nassi (1999-2001; 2015-2017; 2019-2020) - 45 Davide Ascia (2013-2015) - 38 Giuliano Alma (2014-2018) - 35 Nunzio Dario Di Dio (1996-2002) - 34 Fabio Campanaro (2013-2018) - 34 Felice Mezzasalma (2006-2007; 2013-2015; 2019-2020) - 30 Rosario Genova (2014-2015) - 30 Franciel Hengemühle (2007-2009; 2010-2011) - 20 Marco Comandatore (1994-2003; 2004-2007) - 19 Emilio Docente (2000-2003; 2010-2011) |

## Tifoseria

### Storia
Nel corso della sua storia il Gela ha avuto al seguito un discreto numero di gruppi organizzati, schierati nella curva dello stadio Vincenzo Presti, intitolata ad Angelo Boscaglia (fratello del tecnico gelese ed ex calciatore Roberto Boscaglia). Ad oggi sono attivi: Militanza Ultras Indians e Teste Matte.

### Gemellaggi e rivalità
La tifoseria del Gela sosteneva un unico gemellaggio con i tifosi del Giugliano (cancellato nella stagione 2023-2024 a seguito di ideali diversi). Da un ventennio circa esiste una forte amicizia con la tifoseria del Siracusa, nata nel 2009 durante il campionato di Lega Pro, questa è legata anche dall’antica alleanza tra le due polis fin dall’epoca greca. 
Vecchio legame reciproco, risalente agli anni 2000, si era creato con i tifosi del Foggia, mentre simpatie si hanno con i tifosi dell'Akragas, del Mazara, dell'Aversa Normanna, del Brindisi (amicizia nata grazie ai buoni rapporti comuni con i Giuglianesi), del Noto e con il Latina.
La rivalità più sentita è quella con la tifoseria dell'Acireale. Vigono anche degli antagonismi con le tifoserie dell'Igea Virtus, del Vittoria, del Portici e della Nissa.
Altri dissapori meno rilevanti si hanno con le tifoserie di Caltagirone e Ragusa, la prima squadra espressione di un centro vicino geograficamente alla città gelese.